# Lapeirousia fabricii
Lapeirousia fabricii là một loài thực vật có hoa trong họ Diên vĩ. Loài này được (D.Delaroche) Ker Gawl. miêu tả khoa học đầu tiên năm 1809.